# Florence (Alabama)
Florence ist eine City im Lauderdale County im US-Bundesstaat Alabama, USA. Zusammen mit den Tri-Cities Muscle Shoals, Sheffield und Tuscumbia auf der gegenüberliegenden Seite des Tennessee River bildet Florence die Quad-Cities-Metropolregion Florence-Muscle Shoals Metropolitan Area, kurz The Shoals. Der Slogan der Metropolregion lautet „Four Cities, Four Cultures“ („Vier Städte, vier Kulturen“). Das U.S. Census Bureau hat bei der Volkszählung 2020 eine Einwohnerzahl der Stadt von 40.184 ermittelt. Florence ist Sitz der University of North Alabama und Verwaltungssitz von Lauderdale County.

## Geschichte
Vor Ankunft der weißen Siedler bewohnten Chickasaw die Gegend, die das Land in Verträgen nach und nach abtraten. Aufgrund der erhöhten Lage am Tennessee River bot sich der Ort als Handelszentrum und eine entsprechende Stadtgründung an. General John R. Coffee, ein Geschäftspartner des späteren Präsidenten Andrew Jackson, beauftragte den italienischen Ingenieur Ferdinand Sannoner 1818 mit der dafür notwendigen Landvermessung. Coffee war mit dem Ergebnis so zufrieden, dass er Sannoner erlaubte, die Stadt zu benennen. Dieser entschied sich für Florence, weil er aus Florenz stammte. Am 7. Januar 1826 wurde der Ort als eigenständige Verwaltungseinheit inkorporiert. Zu diesem Zeitpunkt standen bereits viele Lagerhäuser am Flussufer, eine Militärstraße führte hier entlang und eine Fähre verband beide Flussufer miteinander. Die Fähre wurde 1840 durch eine Brücke an gleicher Stelle ersetzt, die aber 1854 von einem Tornado stark beschädigt und 1855 von einem Hochwasser völlig zerstört wurde. 1858 entstand eine erste Eisenbahnbrücke, die im Bürgerkrieg zerstört und durch eine kombinierte Brücke für Eisenbahn- und Straßenverkehr ersetzt wurde.

## Kultur und Sehenswürdigkeiten
Florence war Gründungsort und erster Sitz der Florence Alabama Music Enterprises, kurz FAME Studios. FAME zog später um in ein Tabak-Lager im gegenüber gelegenen Muscle Shoals und landete 1962 mit Arthur Alexanders Single You Better Move On einen ersten landesweiten Hit, wodurch eine eigene Studio- und Musikerszene sowie der berühmte „Muscle Shoals Sound“ begründet wurden. Das 1969 von FAME abgespaltene Muscle Shoals Sound Studio befand sich hingegen in Sheffield.
32 Bauwerke, Bezirke und Stätten in Florence und der näheren Umgebung sind im National Register of Historic Places („Nationales Verzeichnis historischer Orte“; NRHP) des National Park Service eingetragen (Stand 3. Mai 2021), elf davon sind Historic Districts. Die südöstlich an den Ort anschließende Talsperre Wilson (Alabama) (Wilson Dam) hat den Status eines National Historic Landmarks („Nationalgeschichtliches Wahrzeichen“).

## Söhne und Töchter der Stadt
- James T. Rapier (1837–1883), Politiker
- Emmet O’Neal (1853–1922), Politiker
- Oscar Stanton De Priest (1871–1951), Politiker
- W. C. Handy (1873–1958), Blues-Komponist
- Sterling Bose (1906–1958), Trompeter des Hot Jazz und des Swing
- Dorrit Hoffleit (1907–2007), Astronomin
- John William ‚Jud‘ Phillips (1921–1992); Bruder von Sam Phillips, Gründer der Plattenfirma Judd Records und Mitbegründer von Sun Records[8]
- Sam Phillips (1923–2003), Gründer der Plattenfirma Sun Records
- Bill Yoast (1924–2019), High-School-Football-Trainer
- Autry Inman (1929–1988), Country- und Rockabilly-Musiker
- Ronnie Flippo (* 1937), Politiker
- Arthur Alexander (1940–1993), Soulsänger und Country-Soul-Pionier (Muscle Shoals Sound)
- Donnie Fritts (1942–2019), Country-Musiker und Songwriter (Muscle Shoals Sound)
- Ned Rifkin (* 1949), Kunsthistoriker
- Jonathan Rosenbaum (* 1943), Filmkritiker
- Brett Guthrie (* 1964), Politiker
- Julianne Kirchner (* 1991), Schwimmerin von den Marshallinseln